# Френсіс Конрой
Фре́нсіс Га́рдман Конрой (англ. Frances Hardman Conroy, рід. 13 листопада 1953, Монро, Джорджія, США) — американська акторка театру, кіно, телебачення і озвучування. Володарка премії «Золотий глобус» за «найкращу жіноча роль в телесеріалі — драма» (2004) та 4 номінацій на премію «Еммі» за роль Рут Фішер у телесеріалі «Клієнт завжди мертвий» (2001—2005).
Другу хвилю попудярності здобула численними ролями у серіалі-антології «Американська історія жахів» (2011—2021), за які була двічі номінована на «Еммі».
Інші найвідоміші проєкти за участю Френсіс Конрой: «Закохані» (1984), «Запах жінки» (1992), «Несплячі в Сієтлі» (1993), «Жінка-кішка» (2004), «Авіатор» (2004), «Зламані квіти» (2005), «Схід пітьми» (2007), «Любов трапляється» (2009), «Розбудити Медісон» (2011), «Джокер» (2019), «У руках пса» (2021).

## Життєпис
Френсіс Конрой народилася 13 листопада 1953 в місті Монро, штат Джорджія, США. Її мати Оззі Гардман була підприємицею, а батько Вінсент Пол Конрой був фермером і мав ірландське коріння. З 1971 по 1972 рік навчалася в коледжі «Дікінсон» у Карлайлі, штат Пенсільванія, де була членкинею спортивної команди «Русалки» і грала в студентських театральних постановках.
Пізніше переїхала в Нью-Йорк, щоб вивчати драматичне мистецтво в театрі Плейхаус, в школі «Джул'ярдс». Була учасницею «6-ї Джул'ярдської драматичної групи» з 1973 по 1977 рік з Кевіном Конроєм (тезка), Келсі Греммер, Гаррієт Сенсом Гарріс, і Робіном Вільямсом.
У 1980 році одружилася з Джонатаном Фьорстом, незабаром розлучилася. З 1992 року одружена з актором Жаном Манро. Була близькою з драматургом Артуром Міллером.

## Кар'єра
Акторську кар'єру Френсіс Конрой почала в 1970-х участю в різних театральних компаніях. Одну з перших кіноролей Конрой виконала в 1979 році у фільмі Вуді Аллена «Мангеттен» (1979). Через рік дебютувала на Бродвеї в п'єсі Едварда Олбі, «Дама з Дюбука».
Наступні роки Конрой була активна в театрі, де з'явилася в багатьох відомих п'єсах, серед яких «Спуск з гори Морган», «Маленькі лисички» та «Наше містечко». Конрой також чотири рази номінувалася на премію «Драма Деск» і один раз на премію «Тоні».

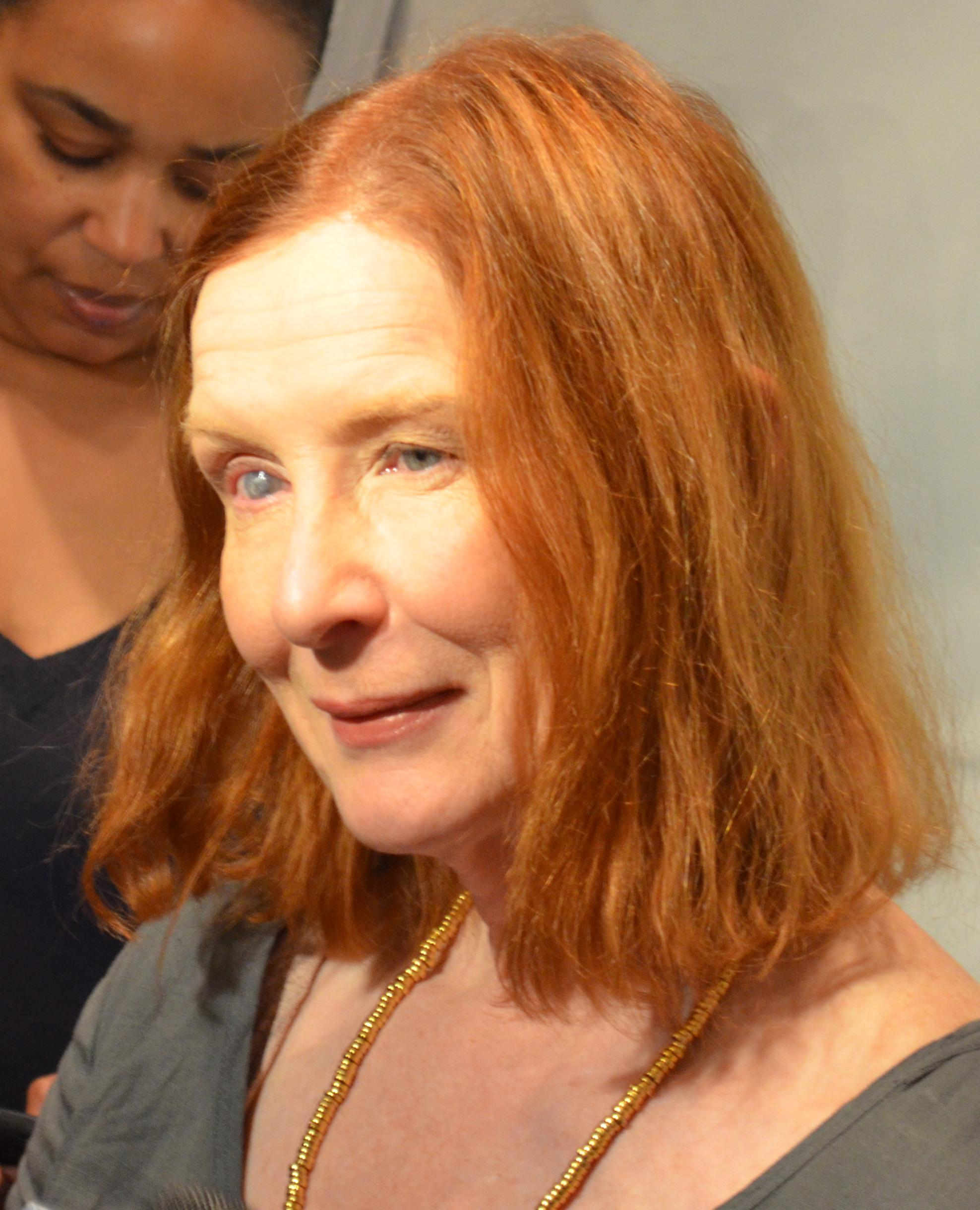
Френсіс Конрой у 2012 році

У 1992 році акторка потоваришувала з драматургом Артуром Міллером і з'явилася в багатьох його постановках в театрі, в кіно і на телебаченні. У тому ж році вона познайомилася з актором Жаном Манро, з яким незабаром одружилася.
Крім театру, Конрой досить багато з'являлася на телебаченні та в кіно. Найвідомішою її телероботою стала роль Рут Фішер у телесеріалі каналу HBO «Клієнт завжди мертвий», в якому вона знімалася з 2001 по 2005 рік. Ця роль принесла Конрой чотири номінації на премію «Еммі», три «Премії Гільдії кіноакторів США» та премію «Золотий глобус» у номінації «Найкраща жіноча роль в телесеріалі — драма».
На великому екрані Френсіс Конрой з'явилася в таких фільмах, як: «Закохані» (1984), «Відчайдушні шахраї» (1988), «Злочини і проступки» (1989), «Запах жінки» (1992), «Несплячі в Сієтлі» (1993), «Жінка-кішка» (2004), «Авіатор» (2004), «Продавчиня» (2005), «Зламані квіти» (2005), «Схід темряви» (2007) і «Любов трапляється» (2009).
У 2008 році вона з'явилася як запрошена акторка в телесеріалі каналу ABC, «Відчайдушні домогосподарки». Грала невеликі ролі в телесеріалах: «Анатомія Грей» (2010), «Така різна Тара» (2011), «Менталіст» (2011).
Велику популярність Френсіс Конрой здобула участю в телесеріалі-антології каналу FX, «Американська історія жаху». У першому сезоні «Будинок-вбивця» вона грала покоївку Мойру О'Гара, за цю роль номована на премію «Еммі» в категорії «Найкраща жіноча роль другого плану в мінісеріалі або фільмі». У другому сезоні «Притулок» втілила ангела смерті Шахат, в третьому «Шабаш» зіграла Міртл Сноу (номінована на «Еммі» в категорії «Найкраща жіноча роль другого плану в мінісеріалі або фільмі»). В четвертому сезоні «Фрік-шоу» грала Глорію Моп, а в шостому сезоні «Роанок» маму Полк. У сьомому сезоні «Культ» зіграла Бібі Беббит — коханку Валері Соланас, учасниці серії злочинів Зодіака.

## Фільмографія

### Фільми
| Рік  | Назва                            | Роль                  |
| ---- | -------------------------------- | --------------------- |
| 1979 | Мангеттен                        | шекспірівська акторка |
| 1984 | Закохані                         | офіціантка            |
| 1987 | Дивовижна Грейс і Чак            | Памела                |
| 1988 | Ракета «Гібралтар»               | Рубі Генсон           |
| 1988 | Інша жінка                       | Лінн                  |
| 1988 | Відчайдушні шахраї               | леді з Палм-Біч       |
| 1989 | Злочини та помилки               | власниця будинку      |
| 1991 | Біллі Батгейт                    | Мері Беган            |
| 1992 | Запах жінки                      | Крістін Даунс         |
| 1993 | Несплячі в Сієтлі                | Ірен Рід              |
| 1993 | Пригоди Гекльберрі Фінна         | блукаюча леді         |
| 1994 | Розвиток                         | Клер                  |
| 1995 | Неонова Біблія                   | міс Сковер            |
| 1995 | Анжела                           | мати Енн              |
| 1996 | Суворе випробування              | Енн Путнем            |
| 2002 | Покоївка з Мангеттену            | Паула Барнс           |
| 2003 | Die, Mommie, Die!                | Бутсі Карп            |
| 2004 | Жінка-кішка                      | Офелія Паверс         |
| 2004 | Авіатор                          | міс Гепберн           |
| 2005 | Продавчиня                       | Кетрін Баттерфілд     |
| 2005 | Зламані квіти                    | Дора Андерсон         |
| 2006 | Іра та Еббі                      | Лінн Віллоубі         |
| 2006 | Плетена людина                   | докторка Мосс         |
| 2007 | The Grand Design                 | Френсіс               |
| 2007 | Схід темряви                     | міс Ґрейторн          |
| 2008 | Гумбольдтський повіт             | Розі                  |
| 2008 | Пригоди Десперо                  | Антуанетта            |
| 2009 | Кохання трапляється              | мама Елоїзи           |
| 2009 | Пробуджуючи Медісон              | Доллі                 |
| 2009 | Замерзла з Маямі                 | Труді Ван Уден        |
| 2009 | Stay Cool                        | міс Леттенбергер      |
| 2009 | Сховище                          | пані Бернберг         |
| 2010 | Вартість крові                   | Джулія Бладворт       |
| 2010 | Стоун                            | Меделін Мабрі         |
| 2011 | Tom and Jerry & The Wizard of Oz | тітка Ем / Глінда     |
| 2011 | Супермен: Усі зірки              | Марта Кент            |
| 2013 | Sequin Raze                      | докторка Варгенштейн  |
| 2013 | Superman: Unbound                | Марта Кент            |
| 2014 | Abby in the Summer               | мати                  |
| 2014 | Chasing Ghosts                   | Дара                  |
| 2015 | Welcome to Happiness             | Клейборн              |
| 2016 | No Pay, Nudity                   | Андреа                |
| 2016 | Tom & Jerry: Back to Oz          | тітка Ем / Глінда     |
| 2018 | Розповідь                        | міс Олд               |
| 2019 | Джокер                           | Пенні Флек            |
| 2021 | У руках пса                      | літня жінка           |

### Телебачення
| Рік       | Оригінальна назва                           | Роль                        |
| --------- | ------------------------------------------- | --------------------------- |
| 1978      | Все добре, що добре закінчується            | Діана                       |
| 1982      | Королівський роман Чарльза та Діани         | пані Вотсон                 |
| 1982      | Американський театр                         | Ліліан                      |
| 1983      | Кеннеді                                     | Джин Кеннеді Сміт           |
| 1986      | Сутінкова зона                              | Еллен Пендлтон              |
| 1986      | Ньюгарт                                     | Ліз                         |
| 1986      | Блюз Гілл-стріт                             | леді Портш                  |
| 1987      | Ліндон Бейнс Джонсон: Ранні роки            | Ім'я персонажки невідоме    |
| 1987      | Ремінгтон Стіл                              | Гледіс Лінч                 |
| 1987      | Кримінальна історія                         | пані Янковскі               |
| 1989      | Великі вистави                              | пані Гібс                   |
| 1990      | Закон і порядок                             | Елізабет Гендрікс           |
| 1993      | Куін                                        | місс Бенсон                 |
| 1994      | Ще одна гора                                | Пеггі Брін                  |
| 1995      | Джорні                                      | Фіона                       |
| 1997      | Кризовий центр                              | Мерилін                     |
| 1998      | Густіше за кров                             | пані Бірн                   |
| 1998      | Косбі                                       | Елізабет                    |
| 1999      | Вбивство в маленькому містечку              | Марта Лассітер              |
| 1999      | Старк божевільний                           | Беверлі Роуз                |
| 2001—2005 | Клієнт завжди мертвий                       | Рут Фішер                   |
| 2004      | Герої Гіґґлітауна                           | ветеринарка-героїня         |
| 2006      | Чудовий день                                | Камілла Бейлі               |
| 2007—2008 | Швидка допомога                             | Беккі Райлі                 |
| 2008      | Секретний, публічний журнал Майка Бірбіглія | Кеті                        |
| 2008      | Відчайдушні домогосподарки                  | Вірджинія Гільдебранд       |
| 2009—2014 | Як я зустрів вашу маму                      | Лоретта Стінсон             |
| 2010      | Частини тіла                                | Джейн Філдс                 |
| 2010      | Щастиве місто                               | Пеггі Гаплін                |
| 2010      | Анатомія Грей                               | Елеонора Девіс              |
| 2010—2013 | Скубі-Ду: корпорація «Загадка»              | Енджі Дінклі                |
| 2011      | Така різна Тара                             | Сенді Грегсон               |
| 2011      | Кохання кусається                           | Фей Стратмор                |
| 2011      | Менталіст                                   | Елспет Кук                  |
| 2011      | Американська історія жаху: Будинок-убивця   | Мойра О'Гара                |
| 2012—2013 | Американська історія жаху: Притулок         | Шахат (ангел смерті)        |
| 2013      | Вогняний перстень                           | Мейбл Картер (англ.)        |
| 2013      | Пацієнт завжди правий                       | Блайт Баллард               |
| 2013—2014 | Американська історія жаху: Шабаш            | Міртл Сноу                  |
| 2014—2015 | Американська історія жаху: Шоу виродків     | Глорія Мотт                 |
| 2015      | У шлюбі                                     | Дженіс                      |
| 2015      | Getting On                                  | докторка Аліса Марвел       |
| 2015—2017 | Casual                                      | мати Валері й Алекса        |
| 2016      | Американська історія жаху: Роенок           | мама Полк                   |
| 2016      | Справжні О'Ніли                             | бабуся Агнес                |
| 2017      | Американська історія жаху: Культ            | Бібі Беббіт                 |
| 2017      | Туман                                       | Наталі Рейвен               |
| 2017      | Ми звичайні ведмеді                         | Фей                         |
| 2018      | Юність Шелдона                              | докторка Флора Дуглас       |
| 2018—2019 | Уповільнений розвиток                       | Лотті Дотті                 |
| 2018—2019 | Касл-Рок                                    | Марта Лейсі                 |
| 2018      | Американська історія жаху: Апокаліпсис      | Мойра О'Гара                |
| 2020      | Мертвий для мене                            | Айлін Вуд                   |
| 2021      | Американська історія жаху: Подвійний сеанс  | Сара «Белль Нуар» Каннінгем |

## Нагороди та номінації
Повний список нагород разом з номінаціями на сайті IMDb.com.
| Нагорода                           | Рік  | Категорія                                                       | Робота                                    | Результат |
| ---------------------------------- | ---- | --------------------------------------------------------------- | ----------------------------------------- | --------- |
| Золотий глобус                     | 2004 | Найкраща жіноча роль в телевізійному серіалі — драма            | Клієнт завжди мертвий                     | Перемога  |
| Еммі                               | 2002 | Найкраща жіноча роль у драматичному серіалі                     | Клієнт завжди мертвий                     | Номінація |
| Еммі                               | 2003 | Найкраща жіноча роль у драматичному серіалі                     | Клієнт завжди мертвий                     | Номінація |
| Еммі                               | 2005 | Найкраща жіноча роль у драматичному серіалі                     | Клієнт завжди мертвий                     | Номінація |
| Еммі                               | 2006 | Найкраща жіноча роль у драматичному серіалі                     | Клієнт завжди мертвий                     | Номінація |
| Еммі                               | 2012 | Найкраща жіноча роль другого плану в мінісеріалі або телефільмі | Американська історія жаху: Будинок-убивця | Номінація |
| Еммі                               | 2014 | Найкраща жіноча роль другого плану в мінісеріалі або телефільмі | Американська історія жаху: Шабаш          | Номінація |
| Премія Гільдії кіноакторів США     | 2002 | Найкращий акторський склад у драматичному серіалі               | Клієнт завжди мертвий                     | Номінація |
| Премія Гільдії кіноакторів США     | 2003 | Найкращий акторський склад у драматичному серіалі               | Клієнт завжди мертвий                     | Перемога  |
| Премія Гільдії кіноакторів США     | 2004 | Найкраща жіноча роль в драматичному серіалі                     | Клієнт завжди мертвий                     | Перемога  |
| Премія Гільдії кіноакторів США     | 2004 | Найкращий акторський склад у драматичному серіалі               | Клієнт завжди мертвий                     | Перемога  |
| Премія Гільдії кіноакторів США     | 2005 | Найкращий акторський склад у драматичному серіалі               | Клієнт завжди мертвий                     | Номінація |
| Премія Гільдії кіноакторів США     | 2006 | Найкращий акторський склад у драматичному серіалі               | Клієнт завжди мертвий                     | Номінація |
| Супутник                           | 2022 | Найкращий акторський склад                                      | У руках пса                               | Перемога  |
| Кінопремія «Вибір критиків»        | 2022 | Найкращий акторський склад                                      | У руках пса                               | Номінація |
| Сатурн                             | 2012 | Найкраща телеакторка другого плану                              | Американська історія жаху: Будинок-убивця | Номінація |
| CinEuphoria Awards                 | 2020 | Найкраща жіноча роль другого плану — міжнародний конкурс        | Джокер                                    | Номінація |
| Премія зовнішнього округу критиків | 2000 | Найкраща акторка у п'єсі                                        | Сходження з гори Морган                   | Перемога  |
| Obie Awards                        | 1993 | Найкраща акторка у п'єсі                                        | Останній янкі                             | Перемога  |
| Драма Деск                         | 1990 | Найкраща жіноча роль у п'єсі                                    | Таємне захоплення                         | Перемога  |